# 어더구

어더구의 위치

어더구(영어: Adur District)는 잉글랜드 웨스트서식스주에 위치한 비도시 자치구로 중심 도시는 쇼어험바이시이며 인구는 63,176명(2014년 기준), 면적은 41.80km2이다.